# Maison d'Orange-Nassau
La maison d'Orange-Nassau (en néerlandais, Huis Oranje-Nassau) est la maison régnante des Pays-Bas depuis 1813 avec Guillaume Ier des Pays-Bas. En 1948, avec l'abdication de la reine Wilhelmine, la couronne est passée à la maison de Mecklembourg-Schwerin jusqu’à l'abdication de la reine Juliana. Elle est ensuite passée à la maison de Lippe-Biesterfeld jusqu'à l'abdication de la reine Beatrix, puis à la maison d'Amsberg avec le roi Willem-Alexander (Guillaume-Alexandre). Toutes ces familles constituent selon la loi, la maison d'Orange-Nassau[réf. nécessaire].
Dès le XVIe siècle, cette famille qui descend du prince d'Orange et comte de Nassau Guillaume Ier a joué un rôle militaire important au sein de la république des Provinces-Unies, qui avait confié à plusieurs de ses membres la fonction de stathouder de la province de Hollande. Ils ne furent jamais ni seigneurs ni souverains des Pays-Bas avant 1813, la souveraineté étant exercée par les États généraux des Provinces-Unies. Les stathouders n'étaient que des officiers militaires, nommés par les États des différentes provinces et soumis à leur autorité.

## Historique
| |  |  |
| À gauche : Guillaume Ier d'Orange-Nassau (1533-1584). À droite : Guillaume Ier des Pays-Bas (1772-1843). |  |  |

La maison d'Orange-Nassau règne sur les Pays-Bas depuis 1813 avec Guillaume Ier des Pays-Bas.
Cette famille descend de Jean VI de Nassau-Dillenbourg frère cadet de Guillaume Ier d'Orange-Nassau (dit « Guillaume le Taciturne ») qui a mené à l'indépendance des Provinces-Unies en organisant le Soulèvement des Pays-Bas espagnols (ou cercle de Bourgogne du Saint-Empire romain, ex Pays-Bas bourguignons de l'État bourguignon) contre le roi d'Espagne au XVIe siècle.

## Stathouders de Hollande de la maison d'Orange-Nassau, jusqu'à Guillaume Ierpremier souverain des Pays-Bas

### Généalogie succincte
| Jean V comte de Nassau-Dillenbourg, 1455-1516, stathouder de Gueldre | Jean V comte de Nassau-Dillenbourg, 1455-1516, stathouder de Gueldre | Jean V comte de Nassau-Dillenbourg, 1455-1516, stathouder de Gueldre                                      | Jean V comte de Nassau-Dillenbourg, 1455-1516, stathouder de Gueldre                                      | Jean V comte de Nassau-Dillenbourg, 1455-1516, stathouder de Gueldre                                      | Jean V comte de Nassau-Dillenbourg, 1455-1516, stathouder de Gueldre                                      | | | | | | | | |                                                                                         |                                                                                         |                       |                       | | | | | | | Jean IV prince d'Orange, 1475-1502 | Jean IV prince d'Orange, 1475-1502 | Jean IV prince d'Orange, 1475-1502                                         | Jean IV prince d'Orange, 1475-1502                                         | Jean IV prince d'Orange, 1475-1502                                         | Jean IV prince d'Orange, 1475-1502                                         |                                                                            |                                                                            |                                                                                                |                                                                                                |                                                                                                |                                                                                                |                                                                                                |                                                                                                |                                                                                              |                                                                                              | | | | | | | | | | |  |  |                                                                                            |                                                                                            |                                                                                            |                                                                                            |                                                                                            |                                                                                            |  |  | | | | | | |  |  |  |  |  |  |  |  |  |  |  |  |  |  |  |  |  |  |  |  |  |  |  |  |  |  |  |  |  |  |  |  |  |  |  |  |  |  |  |  |  |  |  |  |  |  |  |  |
| Jean V comte de Nassau-Dillenbourg, 1455-1516, stathouder de Gueldre | Jean V comte de Nassau-Dillenbourg, 1455-1516, stathouder de Gueldre | Jean V comte de Nassau-Dillenbourg, 1455-1516, stathouder de Gueldre                                      | Jean V comte de Nassau-Dillenbourg, 1455-1516, stathouder de Gueldre                                      | Jean V comte de Nassau-Dillenbourg, 1455-1516, stathouder de Gueldre                                      | Jean V comte de Nassau-Dillenbourg, 1455-1516, stathouder de Gueldre                                      | | | | | | | | |                                                                                         |                                                                                         |                       |                       | | | | | | | Jean IV prince d'Orange, 1475-1502 | Jean IV prince d'Orange, 1475-1502 | Jean IV prince d'Orange, 1475-1502                                         | Jean IV prince d'Orange, 1475-1502                                         | Jean IV prince d'Orange, 1475-1502                                         | Jean IV prince d'Orange, 1475-1502                                         |                                                                            |                                                                            |                                                                                                |                                                                                                |                                                                                                |                                                                                                |                                                                                                |                                                                                                |                                                                                              |                                                                                              | | | | | | | | | | |  |  |                                                                                            |                                                                                            |                                                                                            |                                                                                            |                                                                                            |                                                                                            |  |  | | | | | | |  |  |  |  |  |  |  |  |  |  |  |  |  |  |  |  |  |  |  |  |  |  |  |  |  |  |  |  |  |  |  |  |  |  |  |  |  |  |  |  |  |  |  |  |  |  |  |  |
|                                                                      |                                                                      | | | | | | | | | | | | |                                                                                         |                                                                                         |                       |                       | | | | | | |                                    |                                    |                                                                            |                                                                            |                                                                            |                                                                            |                                                                            |                                                                            |                                                                                                |                                                                                                |                                                                                                |                                                                                                |                                                                                                |                                                                                                |                                                                                              |                                                                                              | | | | | | | | | | |  |  |                                                                                            |                                                                                            |                                                                                            |                                                                                            |                                                                                            |                                                                                            |  |  | | | | | | |  |  |  |  |  |  |  |  |  |  |  |  |  |  |  |  |  |  |  |  |  |  |  |  |  |  |  |  |  |  |  |  |  |  |  |  |  |  |  |  |  |  |  |  |  |  |  |  |
|                                                                      |                                                                      | | | | | | | | | | | | |                                                                                         |                                                                                         |                       |                       | | | | | | |                                    |                                    |                                                                            |                                                                            |                                                                            |                                                                            |                                                                            |                                                                            |                                                                                                |                                                                                                |                                                                                                |                                                                                                |                                                                                                |                                                                                                |                                                                                              |                                                                                              | | | | | | | | | | |  |  |                                                                                            |                                                                                            |                                                                                            |                                                                                            |                                                                                            |                                                                                            |  |  | | | | | | |  |  |  |  |  |  |  |  |  |  |  |  |  |  |  |  |  |  |  |  |  |  |  |  |  |  |  |  |  |  |  |  |  |  |  |  |  |  |  |  |  |  |  |  |  |  |  |  |
|                                                                      |                                                                      | Guillaume « le Riche » comte de Nassau-Dillenbourg 1487- 1559                                             | Guillaume « le Riche » comte de Nassau-Dillenbourg 1487- 1559                                             | Guillaume « le Riche » comte de Nassau-Dillenbourg 1487- 1559                                             | Guillaume « le Riche » comte de Nassau-Dillenbourg 1487- 1559                                             | Guillaume « le Riche » comte de Nassau-Dillenbourg 1487- 1559                                             | Guillaume « le Riche » comte de Nassau-Dillenbourg 1487- 1559                                             | | | | | | |                                                                                         |                                                                                         |                       |                       | Henri III comte de Nassau-Breda 1483-1538                                                                        | Henri III comte de Nassau-Breda 1483-1538                                                                        | Henri III comte de Nassau-Breda 1483-1538                                                                        | Henri III comte de Nassau-Breda 1483-1538                                                                        | Henri III comte de Nassau-Breda 1483-1538                                                                        | Henri III comte de Nassau-Breda 1483-1538                                                                        |                                    |                                    | Claude de Chalon 1498-1521                                                 | Claude de Chalon 1498-1521                                                 | Claude de Chalon 1498-1521                                                 | Claude de Chalon 1498-1521                                                 | Claude de Chalon 1498-1521                                                 | Claude de Chalon 1498-1521                                                 |                                                                                                |                                                                                                |                                                                                                |                                                                                                |                                                                                                |                                                                                                |                                                                                              |                                                                                              | | | | | | | | | | |  |  |                                                                                            |                                                                                            |                                                                                            |                                                                                            |                                                                                            |                                                                                            |  |  | | | | | | |  |  |  |  |  |  |  |  |  |  |  |  |  |  |  |  |  |  |  |  |  |  |  |  |  |  |  |  |  |  |  |  |  |  |  |  |  |  |  |  |  |  |  |  |  |  |  |  |
|                                                                      |                                                                      | Guillaume « le Riche » comte de Nassau-Dillenbourg 1487- 1559                                             | Guillaume « le Riche » comte de Nassau-Dillenbourg 1487- 1559                                             | Guillaume « le Riche » comte de Nassau-Dillenbourg 1487- 1559                                             | Guillaume « le Riche » comte de Nassau-Dillenbourg 1487- 1559                                             | Guillaume « le Riche » comte de Nassau-Dillenbourg 1487- 1559                                             | Guillaume « le Riche » comte de Nassau-Dillenbourg 1487- 1559                                             | | | | | | |                                                                                         |                                                                                         |                       |                       | Henri III comte de Nassau-Breda 1483-1538                                                                        | Henri III comte de Nassau-Breda 1483-1538                                                                        | Henri III comte de Nassau-Breda 1483-1538                                                                        | Henri III comte de Nassau-Breda 1483-1538                                                                        | Henri III comte de Nassau-Breda 1483-1538                                                                        | Henri III comte de Nassau-Breda 1483-1538                                                                        |                                    |                                    | Claude de Chalon 1498-1521                                                 | Claude de Chalon 1498-1521                                                 | Claude de Chalon 1498-1521                                                 | Claude de Chalon 1498-1521                                                 | Claude de Chalon 1498-1521                                                 | Claude de Chalon 1498-1521                                                 |                                                                                                |                                                                                                |                                                                                                |                                                                                                |                                                                                                |                                                                                                |                                                                                              |                                                                                              | | | | | | | | | | |  |  |                                                                                            |                                                                                            |                                                                                            |                                                                                            |                                                                                            |                                                                                            |  |  | | | | | | |  |  |  |  |  |  |  |  |  |  |  |  |  |  |  |  |  |  |  |  |  |  |  |  |  |  |  |  |  |  |  |  |  |  |  |  |  |  |  |  |  |  |  |  |  |  |  |  |
|                                                                      |                                                                      | | | | | | | | | | | | |                                                                                         |                                                                                         |                       |                       | | | | | | |                                    |                                    |                                                                            |                                                                            |                                                                            |                                                                            |                                                                            |                                                                            |                                                                                                |                                                                                                |                                                                                                |                                                                                                |                                                                                                |                                                                                                |                                                                                              |                                                                                              | | | | | | | | | | |  |  |                                                                                            |                                                                                            |                                                                                            |                                                                                            |                                                                                            |                                                                                            |  |  | | | | | | |  |  |  |  |  |  |  |  |  |  |  |  |  |  |  |  |  |  |  |  |  |  |  |  |  |  |  |  |  |  |  |  |  |  |  |  |  |  |  |  |  |  |  |  |  |  |  |  |
|                                                                      |                                                                      | | | | | | | | | | | | |                                                                                         |                                                                                         |                       |                       | | | | | | |                                    |                                    |                                                                            |                                                                            |                                                                            |                                                                            |                                                                            |                                                                            |                                                                                                |                                                                                                |                                                                                                |                                                                                                |                                                                                                |                                                                                                |                                                                                              |                                                                                              | | | | | | | | | | |  |  |                                                                                            |                                                                                            |                                                                                            |                                                                                            |                                                                                            |                                                                                            |  |  | | | | | | |  |  |  |  |  |  |  |  |  |  |  |  |  |  |  |  |  |  |  |  |  |  |  |  |  |  |  |  |  |  |  |  |  |  |  |  |  |  |  |  |  |  |  |  |  |  |  |  |
|                                                                      |                                                                      | | | | | | | | | | | | |                                                                                         |                                                                                         |                       |                       | | | | | | |                                    |                                    |                                                                            |                                                                            |                                                                            |                                                                            |                                                                            |                                                                            |                                                                                                |                                                                                                |                                                                                                |                                                                                                |                                                                                                |                                                                                                |                                                                                              |                                                                                              | | | | | | | | | | |  |  |                                                                                            |                                                                                            |                                                                                            |                                                                                            |                                                                                            |                                                                                            |  |  | | | | | | |  |  |  |  |  |  |  |  |  |  |  |  |  |  |  |  |  |  |  |  |  |  |  |  |  |  |  |  |  |  |  |  |  |  |  |  |  |  |  |  |  |  |  |  |  |  |  |  |
|                                                                      |                                                                      | | | | | | | | | | | | |                                                                                         |                                                                                         |                       |                       | | | | | | |                                    |                                    |                                                                            |                                                                            |                                                                            |                                                                            |                                                                            |                                                                            |                                                                                                |                                                                                                |                                                                                                |                                                                                                |                                                                                                |                                                                                                |                                                                                              |                                                                                              | | | | | | | | | | |  |  |                                                                                            |                                                                                            |                                                                                            |                                                                                            |                                                                                            |                                                                                            |  |  | | | | | | |  |  |  |  |  |  |  |  |  |  |  |  |  |  |  |  |  |  |  |  |  |  |  |  |  |  |  |  |  |  |  |  |  |  |  |  |  |  |  |  |  |  |  |  |  |  |  |  |
|                                                                      |                                                                      | Guillaume Ier « le Taciturne » 1533-1584, prince d'Orange 1544, stathouder de Hollande, Zélande & Utrecht | Guillaume Ier « le Taciturne » 1533-1584, prince d'Orange 1544, stathouder de Hollande, Zélande & Utrecht | Guillaume Ier « le Taciturne » 1533-1584, prince d'Orange 1544, stathouder de Hollande, Zélande & Utrecht | Guillaume Ier « le Taciturne » 1533-1584, prince d'Orange 1544, stathouder de Hollande, Zélande & Utrecht | Guillaume Ier « le Taciturne » 1533-1584, prince d'Orange 1544, stathouder de Hollande, Zélande & Utrecht | Guillaume Ier « le Taciturne » 1533-1584, prince d'Orange 1544, stathouder de Hollande, Zélande & Utrecht | | | Louis 1538–1574 mort au combat contre l'Espagne                                                                   | Louis 1538–1574 mort au combat contre l'Espagne                                                                   | Louis 1538–1574 mort au combat contre l'Espagne                                                                   | Louis 1538–1574 mort au combat contre l'Espagne                                                                   | Louis 1538–1574 mort au combat contre l'Espagne                                         | Louis 1538–1574 mort au combat contre l'Espagne                                         |                       |                       | Adolphe 1540–1568 mort au combat contre l'Espagne                                                                | Adolphe 1540–1568 mort au combat contre l'Espagne                                                                | Adolphe 1540–1568 mort au combat contre l'Espagne                                                                | Adolphe 1540–1568 mort au combat contre l'Espagne                                                                | Adolphe 1540–1568 mort au combat contre l'Espagne                                                                | Adolphe 1540–1568 mort au combat contre l'Espagne                                                                |                                    |                                    | Henri 1550-1574 mort au combat contre l'Espagne                            | Henri 1550-1574 mort au combat contre l'Espagne                            | Henri 1550-1574 mort au combat contre l'Espagne                            | Henri 1550-1574 mort au combat contre l'Espagne                            | Henri 1550-1574 mort au combat contre l'Espagne                            | Henri 1550-1574 mort au combat contre l'Espagne                            |                                                                                                |                                                                                                | Jean VI « l'Aîné » 1536–1606, stathouder de Gueldre                                            | Jean VI « l'Aîné » 1536–1606, stathouder de Gueldre                                            | Jean VI « l'Aîné » 1536–1606, stathouder de Gueldre                                            | Jean VI « l'Aîné » 1536–1606, stathouder de Gueldre                                            | Jean VI « l'Aîné » 1536–1606, stathouder de Gueldre                                          | Jean VI « l'Aîné » 1536–1606, stathouder de Gueldre                                          | | | | | René de Chalon 1519–1544, prince d'Orange,1521                                                                 | René de Chalon 1519–1544, prince d'Orange,1521                                                                 | René de Chalon 1519–1544, prince d'Orange,1521                                                             | René de Chalon 1519–1544, prince d'Orange,1521                                                             | René de Chalon 1519–1544, prince d'Orange,1521                                                             | René de Chalon 1519–1544, prince d'Orange,1521                                                             |  |  |                                                                                            |                                                                                            |                                                                                            |                                                                                            |                                                                                            |                                                                                            |  |  | | | | | | |  |  |  |  |  |  |  |  |  |  |  |  |  |  |  |  |  |  |  |  |  |  |  |  |  |  |  |  |  |  |  |  |  |  |  |  |  |  |  |  |  |  |  |  |  |  |  |  |
|                                                                      |                                                                      | Guillaume Ier « le Taciturne » 1533-1584, prince d'Orange 1544, stathouder de Hollande, Zélande & Utrecht | Guillaume Ier « le Taciturne » 1533-1584, prince d'Orange 1544, stathouder de Hollande, Zélande & Utrecht | Guillaume Ier « le Taciturne » 1533-1584, prince d'Orange 1544, stathouder de Hollande, Zélande & Utrecht | Guillaume Ier « le Taciturne » 1533-1584, prince d'Orange 1544, stathouder de Hollande, Zélande & Utrecht | Guillaume Ier « le Taciturne » 1533-1584, prince d'Orange 1544, stathouder de Hollande, Zélande & Utrecht | Guillaume Ier « le Taciturne » 1533-1584, prince d'Orange 1544, stathouder de Hollande, Zélande & Utrecht | | | Louis 1538–1574 mort au combat contre l'Espagne                                                                   | Louis 1538–1574 mort au combat contre l'Espagne                                                                   | Louis 1538–1574 mort au combat contre l'Espagne                                                                   | Louis 1538–1574 mort au combat contre l'Espagne                                                                   | Louis 1538–1574 mort au combat contre l'Espagne                                         | Louis 1538–1574 mort au combat contre l'Espagne                                         |                       |                       | Adolphe 1540–1568 mort au combat contre l'Espagne                                                                | Adolphe 1540–1568 mort au combat contre l'Espagne                                                                | Adolphe 1540–1568 mort au combat contre l'Espagne                                                                | Adolphe 1540–1568 mort au combat contre l'Espagne                                                                | Adolphe 1540–1568 mort au combat contre l'Espagne                                                                | Adolphe 1540–1568 mort au combat contre l'Espagne                                                                |                                    |                                    | Henri 1550-1574 mort au combat contre l'Espagne                            | Henri 1550-1574 mort au combat contre l'Espagne                            | Henri 1550-1574 mort au combat contre l'Espagne                            | Henri 1550-1574 mort au combat contre l'Espagne                            | Henri 1550-1574 mort au combat contre l'Espagne                            | Henri 1550-1574 mort au combat contre l'Espagne                            |                                                                                                |                                                                                                | Jean VI « l'Aîné » 1536–1606, stathouder de Gueldre                                            | Jean VI « l'Aîné » 1536–1606, stathouder de Gueldre                                            | Jean VI « l'Aîné » 1536–1606, stathouder de Gueldre                                            | Jean VI « l'Aîné » 1536–1606, stathouder de Gueldre                                            | Jean VI « l'Aîné » 1536–1606, stathouder de Gueldre                                          | Jean VI « l'Aîné » 1536–1606, stathouder de Gueldre                                          | | | | | René de Chalon 1519–1544, prince d'Orange,1521                                                                 | René de Chalon 1519–1544, prince d'Orange,1521                                                                 | René de Chalon 1519–1544, prince d'Orange,1521                                                             | René de Chalon 1519–1544, prince d'Orange,1521                                                             | René de Chalon 1519–1544, prince d'Orange,1521                                                             | René de Chalon 1519–1544, prince d'Orange,1521                                                             |  |  |                                                                                            |                                                                                            |                                                                                            |                                                                                            |                                                                                            |                                                                                            |  |  | | | | | | |  |  |  |  |  |  |  |  |  |  |  |  |  |  |  |  |  |  |  |  |  |  |  |  |  |  |  |  |  |  |  |  |  |  |  |  |  |  |  |  |  |  |  |  |  |  |  |  |
|                                                                      |                                                                      | | | | | | | | | | | | |                                                                                         |                                                                                         |                       |                       | | | | | | |                                    |                                    |                                                                            |                                                                            |                                                                            |                                                                            |                                                                            |                                                                            |                                                                                                |                                                                                                |                                                                                                |                                                                                                |                                                                                                |                                                                                                |                                                                                              |                                                                                              | | | | | | | | | | |  |  |                                                                                            |                                                                                            |                                                                                            |                                                                                            |                                                                                            |                                                                                            |  |  | | | | | | |  |  |  |  |  |  |  |  |  |  |  |  |  |  |  |  |  |  |  |  |  |  |  |  |  |  |  |  |  |  |  |  |  |  |  |  |  |  |  |  |  |  |  |  |  |  |  |  |
|                                                                      |                                                                      | | | | | | | | | | | | |                                                                                         |                                                                                         |                       |                       | | | | | | |                                    |                                    |                                                                            |                                                                            |                                                                            |                                                                            |                                                                            |                                                                            |                                                                                                |                                                                                                |                                                                                                |                                                                                                |                                                                                                |                                                                                                |                                                                                              |                                                                                              | | | | | | | | | | |  |  |                                                                                            |                                                                                            |                                                                                            |                                                                                            |                                                                                            |                                                                                            |  |  | | | | | | |  |  |  |  |  |  |  |  |  |  |  |  |  |  |  |  |  |  |  |  |  |  |  |  |  |  |  |  |  |  |  |  |  |  |  |  |  |  |  |  |  |  |  |  |  |  |  |  |
|                                                                      |                                                                      | | | | | | | | | | | | |                                                                                         |                                                                                         |                       |                       | | | | | | |                                    |                                    |                                                                            |                                                                            |                                                                            |                                                                            |                                                                            |                                                                            |                                                                                                |                                                                                                |                                                                                                |                                                                                                |                                                                                                |                                                                                                |                                                                                              |                                                                                              | | | | | | | | | | |  |  |                                                                                            |                                                                                            |                                                                                            |                                                                                            |                                                                                            |                                                                                            |  |  | | | | | | |  |  |  |  |  |  |  |  |  |  |  |  |  |  |  |  |  |  |  |  |  |  |  |  |  |  |  |  |  |  |  |  |  |  |  |  |  |  |  |  |  |  |  |  |  |  |  |  |
|                                                                      |                                                                      | Philippe-Guillaume 1554–1618, prince d'Orange, 1584                                                       | Philippe-Guillaume 1554–1618, prince d'Orange, 1584                                                       | Philippe-Guillaume 1554–1618, prince d'Orange, 1584                                                       | Philippe-Guillaume 1554–1618, prince d'Orange, 1584                                                       | Philippe-Guillaume 1554–1618, prince d'Orange, 1584                                                       | Philippe-Guillaume 1554–1618, prince d'Orange, 1584                                                       | | | Maurice 1567–1625, prince d'Orange,1618, stathouder de Hollande, Zélande, Utrecht, etc.                           | Maurice 1567–1625, prince d'Orange,1618, stathouder de Hollande, Zélande, Utrecht, etc.                           | Maurice 1567–1625, prince d'Orange,1618, stathouder de Hollande, Zélande, Utrecht, etc.                           | Maurice 1567–1625, prince d'Orange,1618, stathouder de Hollande, Zélande, Utrecht, etc.                           | Maurice 1567–1625, prince d'Orange,1618, stathouder de Hollande, Zélande, Utrecht, etc. | Maurice 1567–1625, prince d'Orange,1618, stathouder de Hollande, Zélande, Utrecht, etc. |                       |                       | Frédéric-Henri 1584–1647, prince d'Orange, 1625, stathouder de Hollande, Zélande, Utrecht, Gueldre et Overijssel | Frédéric-Henri 1584–1647, prince d'Orange, 1625, stathouder de Hollande, Zélande, Utrecht, Gueldre et Overijssel | Frédéric-Henri 1584–1647, prince d'Orange, 1625, stathouder de Hollande, Zélande, Utrecht, Gueldre et Overijssel | Frédéric-Henri 1584–1647, prince d'Orange, 1625, stathouder de Hollande, Zélande, Utrecht, Gueldre et Overijssel | Frédéric-Henri 1584–1647, prince d'Orange, 1625, stathouder de Hollande, Zélande, Utrecht, Gueldre et Overijssel | Frédéric-Henri 1584–1647, prince d'Orange, 1625, stathouder de Hollande, Zélande, Utrecht, Gueldre et Overijssel |                                    |                                    | Louise Juliana 1576-1644 mariées Frederick IV Elector Palatine             | Louise Juliana 1576-1644 mariées Frederick IV Elector Palatine             | Louise Juliana 1576-1644 mariées Frederick IV Elector Palatine             | Louise Juliana 1576-1644 mariées Frederick IV Elector Palatine             | Louise Juliana 1576-1644 mariées Frederick IV Elector Palatine             | Louise Juliana 1576-1644 mariées Frederick IV Elector Palatine             |                                                                                                |                                                                                                | Élisabeth 1577-1642 mariées Henri de La Tour d'Auvergne, duc de Bouillon                       | Élisabeth 1577-1642 mariées Henri de La Tour d'Auvergne, duc de Bouillon                       | Élisabeth 1577-1642 mariées Henri de La Tour d'Auvergne, duc de Bouillon                       | Élisabeth 1577-1642 mariées Henri de La Tour d'Auvergne, duc de Bouillon                       | Élisabeth 1577-1642 mariées Henri de La Tour d'Auvergne, duc de Bouillon                     | Élisabeth 1577-1642 mariées Henri de La Tour d'Auvergne, duc de Bouillon                     | | | | | William Louis « Us Heit », comte de Nassau-Dillenburg 1560–1620, stathouder de Frise, Groningue et Drenthe     | William Louis « Us Heit », comte de Nassau-Dillenburg 1560–1620, stathouder de Frise, Groningue et Drenthe     | William Louis « Us Heit », comte de Nassau-Dillenburg 1560–1620, stathouder de Frise, Groningue et Drenthe | William Louis « Us Heit », comte de Nassau-Dillenburg 1560–1620, stathouder de Frise, Groningue et Drenthe | William Louis « Us Heit », comte de Nassau-Dillenburg 1560–1620, stathouder de Frise, Groningue et Drenthe | William Louis « Us Heit », comte de Nassau-Dillenburg 1560–1620, stathouder de Frise, Groningue et Drenthe |  |  | Ernst Casimir, comte de Nassau-Dietz 1573–1632, stathouder de Frise, Groningue et Drenthe  | Ernst Casimir, comte de Nassau-Dietz 1573–1632, stathouder de Frise, Groningue et Drenthe  | Ernst Casimir, comte de Nassau-Dietz 1573–1632, stathouder de Frise, Groningue et Drenthe  | Ernst Casimir, comte de Nassau-Dietz 1573–1632, stathouder de Frise, Groningue et Drenthe  | Ernst Casimir, comte de Nassau-Dietz 1573–1632, stathouder de Frise, Groningue et Drenthe  | Ernst Casimir, comte de Nassau-Dietz 1573–1632, stathouder de Frise, Groningue et Drenthe  |  |  | Jean VII « le Milieu », comte de Nassau-Siegen, 1561-1623                                                                                 | Jean VII « le Milieu », comte de Nassau-Siegen, 1561-1623                                                                                 | Jean VII « le Milieu », comte de Nassau-Siegen, 1561-1623                                                                                 | Jean VII « le Milieu », comte de Nassau-Siegen, 1561-1623                                                                                 | Jean VII « le Milieu », comte de Nassau-Siegen, 1561-1623                                                                                 | Jean VII « le Milieu », comte de Nassau-Siegen, 1561-1623                                                                                 |  |  |  |  |  |  |  |  |  |  |  |  |  |  |  |  |  |  |  |  |  |  |  |  |  |  |  |  |  |  |  |  |  |  |  |  |  |  |  |  |  |  |  |  |  |  |  |  |
|                                                                      |                                                                      | Philippe-Guillaume 1554–1618, prince d'Orange, 1584                                                       | Philippe-Guillaume 1554–1618, prince d'Orange, 1584                                                       | Philippe-Guillaume 1554–1618, prince d'Orange, 1584                                                       | Philippe-Guillaume 1554–1618, prince d'Orange, 1584                                                       | Philippe-Guillaume 1554–1618, prince d'Orange, 1584                                                       | Philippe-Guillaume 1554–1618, prince d'Orange, 1584                                                       | | | Maurice 1567–1625, prince d'Orange,1618, stathouder de Hollande, Zélande, Utrecht, etc.                           | Maurice 1567–1625, prince d'Orange,1618, stathouder de Hollande, Zélande, Utrecht, etc.                           | Maurice 1567–1625, prince d'Orange,1618, stathouder de Hollande, Zélande, Utrecht, etc.                           | Maurice 1567–1625, prince d'Orange,1618, stathouder de Hollande, Zélande, Utrecht, etc.                           | Maurice 1567–1625, prince d'Orange,1618, stathouder de Hollande, Zélande, Utrecht, etc. | Maurice 1567–1625, prince d'Orange,1618, stathouder de Hollande, Zélande, Utrecht, etc. |                       |                       | Frédéric-Henri 1584–1647, prince d'Orange, 1625, stathouder de Hollande, Zélande, Utrecht, Gueldre et Overijssel | Frédéric-Henri 1584–1647, prince d'Orange, 1625, stathouder de Hollande, Zélande, Utrecht, Gueldre et Overijssel | Frédéric-Henri 1584–1647, prince d'Orange, 1625, stathouder de Hollande, Zélande, Utrecht, Gueldre et Overijssel | Frédéric-Henri 1584–1647, prince d'Orange, 1625, stathouder de Hollande, Zélande, Utrecht, Gueldre et Overijssel | Frédéric-Henri 1584–1647, prince d'Orange, 1625, stathouder de Hollande, Zélande, Utrecht, Gueldre et Overijssel | Frédéric-Henri 1584–1647, prince d'Orange, 1625, stathouder de Hollande, Zélande, Utrecht, Gueldre et Overijssel |                                    |                                    | Louise Juliana 1576-1644 mariées Frederick IV Elector Palatine             | Louise Juliana 1576-1644 mariées Frederick IV Elector Palatine             | Louise Juliana 1576-1644 mariées Frederick IV Elector Palatine             | Louise Juliana 1576-1644 mariées Frederick IV Elector Palatine             | Louise Juliana 1576-1644 mariées Frederick IV Elector Palatine             | Louise Juliana 1576-1644 mariées Frederick IV Elector Palatine             |                                                                                                |                                                                                                | Élisabeth 1577-1642 mariées Henri de La Tour d'Auvergne, duc de Bouillon                       | Élisabeth 1577-1642 mariées Henri de La Tour d'Auvergne, duc de Bouillon                       | Élisabeth 1577-1642 mariées Henri de La Tour d'Auvergne, duc de Bouillon                       | Élisabeth 1577-1642 mariées Henri de La Tour d'Auvergne, duc de Bouillon                       | Élisabeth 1577-1642 mariées Henri de La Tour d'Auvergne, duc de Bouillon                     | Élisabeth 1577-1642 mariées Henri de La Tour d'Auvergne, duc de Bouillon                     | | | | | William Louis « Us Heit », comte de Nassau-Dillenburg 1560–1620, stathouder de Frise, Groningue et Drenthe     | William Louis « Us Heit », comte de Nassau-Dillenburg 1560–1620, stathouder de Frise, Groningue et Drenthe     | William Louis « Us Heit », comte de Nassau-Dillenburg 1560–1620, stathouder de Frise, Groningue et Drenthe | William Louis « Us Heit », comte de Nassau-Dillenburg 1560–1620, stathouder de Frise, Groningue et Drenthe | William Louis « Us Heit », comte de Nassau-Dillenburg 1560–1620, stathouder de Frise, Groningue et Drenthe | William Louis « Us Heit », comte de Nassau-Dillenburg 1560–1620, stathouder de Frise, Groningue et Drenthe |  |  | Ernst Casimir, comte de Nassau-Dietz 1573–1632, stathouder de Frise, Groningue et Drenthe  | Ernst Casimir, comte de Nassau-Dietz 1573–1632, stathouder de Frise, Groningue et Drenthe  | Ernst Casimir, comte de Nassau-Dietz 1573–1632, stathouder de Frise, Groningue et Drenthe  | Ernst Casimir, comte de Nassau-Dietz 1573–1632, stathouder de Frise, Groningue et Drenthe  | Ernst Casimir, comte de Nassau-Dietz 1573–1632, stathouder de Frise, Groningue et Drenthe  | Ernst Casimir, comte de Nassau-Dietz 1573–1632, stathouder de Frise, Groningue et Drenthe  |  |  | Jean VII « le Milieu », comte de Nassau-Siegen, 1561-1623                                                                                 | Jean VII « le Milieu », comte de Nassau-Siegen, 1561-1623                                                                                 | Jean VII « le Milieu », comte de Nassau-Siegen, 1561-1623                                                                                 | Jean VII « le Milieu », comte de Nassau-Siegen, 1561-1623                                                                                 | Jean VII « le Milieu », comte de Nassau-Siegen, 1561-1623                                                                                 | Jean VII « le Milieu », comte de Nassau-Siegen, 1561-1623                                                                                 |  |  |  |  |  |  |  |  |  |  |  |  |  |  |  |  |  |  |  |  |  |  |  |  |  |  |  |  |  |  |  |  |  |  |  |  |  |  |  |  |  |  |  |  |  |  |  |  |
|                                                                      |                                                                      | | | | | | | | | | | | |                                                                                         |                                                                                         |                       |                       | | | | | | |                                    |                                    | Frederick V, électeur, comte palatin du Rhin, 1610 & roi de Bohême 1619-21 | Frederick V, électeur, comte palatin du Rhin, 1610 & roi de Bohême 1619-21 | Frederick V, électeur, comte palatin du Rhin, 1610 & roi de Bohême 1619-21 | Frederick V, électeur, comte palatin du Rhin, 1610 & roi de Bohême 1619-21 | Frederick V, électeur, comte palatin du Rhin, 1610 & roi de Bohême 1619-21 | Frederick V, électeur, comte palatin du Rhin, 1610 & roi de Bohême 1619-21 |                                                                                                |                                                                                                |                                                                                                |                                                                                                | Henri de la Tour d'Auvergne, vicomte de Turenne, maréchal de France 1611-1675                  | Henri de la Tour d'Auvergne, vicomte de Turenne, maréchal de France 1611-1675                  | Henri de la Tour d'Auvergne, vicomte de Turenne, maréchal de France 1611-1675                | Henri de la Tour d'Auvergne, vicomte de Turenne, maréchal de France 1611-1675                | Henri de la Tour d'Auvergne, vicomte de Turenne, maréchal de France 1611-1675                                  | Henri de la Tour d'Auvergne, vicomte de Turenne, maréchal de France 1611-1675                                  | | | | | | | | |  |  |                                                                                            |                                                                                            |                                                                                            |                                                                                            |                                                                                            |                                                                                            |  |  | | | | | | |  |  |  |  |  |  |  |  |  |  |  |  |  |  |  |  |  |  |  |  |  |  |  |  |  |  |  |  |  |  |  |  |  |  |  |  |  |  |  |  |  |  |  |  |  |  |  |  |
|                                                                      |                                                                      | | | | | | | | | | | | |                                                                                         |                                                                                         |                       |                       | | | | | | |                                    |                                    | Frederick V, électeur, comte palatin du Rhin, 1610 & roi de Bohême 1619-21 | Frederick V, électeur, comte palatin du Rhin, 1610 & roi de Bohême 1619-21 | Frederick V, électeur, comte palatin du Rhin, 1610 & roi de Bohême 1619-21 | Frederick V, électeur, comte palatin du Rhin, 1610 & roi de Bohême 1619-21 | Frederick V, électeur, comte palatin du Rhin, 1610 & roi de Bohême 1619-21 | Frederick V, électeur, comte palatin du Rhin, 1610 & roi de Bohême 1619-21 |                                                                                                |                                                                                                |                                                                                                |                                                                                                | Henri de la Tour d'Auvergne, vicomte de Turenne, maréchal de France 1611-1675                  | Henri de la Tour d'Auvergne, vicomte de Turenne, maréchal de France 1611-1675                  | Henri de la Tour d'Auvergne, vicomte de Turenne, maréchal de France 1611-1675                | Henri de la Tour d'Auvergne, vicomte de Turenne, maréchal de France 1611-1675                | Henri de la Tour d'Auvergne, vicomte de Turenne, maréchal de France 1611-1675                                  | Henri de la Tour d'Auvergne, vicomte de Turenne, maréchal de France 1611-1675                                  | | | | | | | | |  |  |                                                                                            |                                                                                            |                                                                                            |                                                                                            |                                                                                            |                                                                                            |  |  | | | | | | |  |  |  |  |  |  |  |  |  |  |  |  |  |  |  |  |  |  |  |  |  |  |  |  |  |  |  |  |  |  |  |  |  |  |  |  |  |  |  |  |  |  |  |  |  |  |  |  |
|                                                                      |                                                                      | | | | | | | | | Charles Ier roi d'Angleterre 1625-1649                                                                            | | | |                                                                                         |                                                                                         |                       |                       | | | | | | |                                    |                                    |                                                                            |                                                                            |                                                                            |                                                                            |                                                                            |                                                                            |                                                                                                |                                                                                                |                                                                                                |                                                                                                |                                                                                                |                                                                                                |                                                                                              |                                                                                              | | | | | | | | | | |  |  |                                                                                            |                                                                                            |                                                                                            |                                                                                            |                                                                                            |                                                                                            |  |  | | | | | | |  |  |  |  |  |  |  |  |  |  |  |  |  |  |  |  |  |  |  |  |  |  |  |  |  |  |  |  |  |  |  |  |  |  |  |  |  |  |  |  |  |  |  |  |  |  |  |  |
|                                                                      |                                                                      | | | | | | | | | | | | |                                                                                         |                                                                                         |                       |                       | | | | | | |                                    |                                    |                                                                            |                                                                            |                                                                            |                                                                            |                                                                            |                                                                            |                                                                                                |                                                                                                |                                                                                                |                                                                                                |                                                                                                |                                                                                                |                                                                                              |                                                                                              | | | | | | | | | | |  |  |                                                                                            |                                                                                            |                                                                                            |                                                                                            |                                                                                            |                                                                                            |  |  | | | | | | |  |  |  |  |  |  |  |  |  |  |  |  |  |  |  |  |  |  |  |  |  |  |  |  |  |  |  |  |  |  |  |  |  |  |  |  |  |  |  |  |  |  |  |  |  |  |  |  |
|                                                                      |                                                                      | | | | | | | | | | | | |                                                                                         |                                                                                         |                       |                       | | | | | | |                                    |                                    |                                                                            |                                                                            |                                                                            |                                                                            |                                                                            |                                                                            |                                                                                                |                                                                                                |                                                                                                |                                                                                                |                                                                                                |                                                                                                |                                                                                              |                                                                                              | | | | | | | | | | |  |  |                                                                                            |                                                                                            |                                                                                            |                                                                                            |                                                                                            |                                                                                            |  |  | | | | | | |  |  |  |  |  |  |  |  |  |  |  |  |  |  |  |  |  |  |  |  |  |  |  |  |  |  |  |  |  |  |  |  |  |  |  |  |  |  |  |  |  |  |  |  |  |  |  |  |
|                                                                      |                                                                      | Guillaume II 1626-1650, prince d'Orange & stathouder de Hollande, Zélande, etc,1647                       | Guillaume II 1626-1650, prince d'Orange & stathouder de Hollande, Zélande, etc,1647                       | Guillaume II 1626-1650, prince d'Orange & stathouder de Hollande, Zélande, etc,1647                       | Guillaume II 1626-1650, prince d'Orange & stathouder de Hollande, Zélande, etc,1647                       | Guillaume II 1626-1650, prince d'Orange & stathouder de Hollande, Zélande, etc,1647                       | Guillaume II 1626-1650, prince d'Orange & stathouder de Hollande, Zélande, etc,1647                       | | | Marie, princesse royale                                                                                           | Marie, princesse royale                                                                                           | Marie, princesse royale                                                                                           | Marie, princesse royale                                                                                           | Marie, princesse royale                                                                 | Marie, princesse royale                                                                 | Jacques II            | Jacques II            | Jacques II | Jacques II | Jacques II | Jacques II | | | Albertine-Agnès                    | Albertine-Agnès                    | Albertine-Agnès                                                            | Albertine-Agnès                                                            | Albertine-Agnès                                                            | Albertine-Agnès                                                            |                                                                            |                                                                            |                                                                                                |                                                                                                |                                                                                                |                                                                                                |                                                                                                |                                                                                                |                                                                                              |                                                                                              | Guillaume-Frédéric,1613-1664 comte plus tard prince de Nassau-Dietz, stathouder de Frise, Groningue et Drenthe | Guillaume-Frédéric,1613-1664 comte plus tard prince de Nassau-Dietz, stathouder de Frise, Groningue et Drenthe | Guillaume-Frédéric,1613-1664 comte plus tard prince de Nassau-Dietz, stathouder de Frise, Groningue et Drenthe | Guillaume-Frédéric,1613-1664 comte plus tard prince de Nassau-Dietz, stathouder de Frise, Groningue et Drenthe | Guillaume-Frédéric,1613-1664 comte plus tard prince de Nassau-Dietz, stathouder de Frise, Groningue et Drenthe | Guillaume-Frédéric,1613-1664 comte plus tard prince de Nassau-Dietz, stathouder de Frise, Groningue et Drenthe | | | | |  |  | Henry Casimir I comte de Nassau-Dietz,1612–1640, stathouder de Frise, Groningue et Drenthe | Henry Casimir I comte de Nassau-Dietz,1612–1640, stathouder de Frise, Groningue et Drenthe | Henry Casimir I comte de Nassau-Dietz,1612–1640, stathouder de Frise, Groningue et Drenthe | Henry Casimir I comte de Nassau-Dietz,1612–1640, stathouder de Frise, Groningue et Drenthe | Henry Casimir I comte de Nassau-Dietz,1612–1640, stathouder de Frise, Groningue et Drenthe | Henry Casimir I comte de Nassau-Dietz,1612–1640, stathouder de Frise, Groningue et Drenthe |  |  | Jean Maurice « le Brésilien », prince de Nassau-Siegen,1604–1679, gouverneur du Brésil néerlandais, feld-maréchal de l'Armée néerlandaise | Jean Maurice « le Brésilien », prince de Nassau-Siegen,1604–1679, gouverneur du Brésil néerlandais, feld-maréchal de l'Armée néerlandaise | Jean Maurice « le Brésilien », prince de Nassau-Siegen,1604–1679, gouverneur du Brésil néerlandais, feld-maréchal de l'Armée néerlandaise | Jean Maurice « le Brésilien », prince de Nassau-Siegen,1604–1679, gouverneur du Brésil néerlandais, feld-maréchal de l'Armée néerlandaise | Jean Maurice « le Brésilien », prince de Nassau-Siegen,1604–1679, gouverneur du Brésil néerlandais, feld-maréchal de l'Armée néerlandaise | Jean Maurice « le Brésilien », prince de Nassau-Siegen,1604–1679, gouverneur du Brésil néerlandais, feld-maréchal de l'Armée néerlandaise |  |  |  |  |  |  |  |  |  |  |  |  |  |  |  |  |  |  |  |  |  |  |  |  |  |  |  |  |  |  |  |  |  |  |  |  |  |  |  |  |  |  |  |  |  |  |  |  |
|                                                                      |                                                                      | Guillaume II 1626-1650, prince d'Orange & stathouder de Hollande, Zélande, etc,1647                       | Guillaume II 1626-1650, prince d'Orange & stathouder de Hollande, Zélande, etc,1647                       | Guillaume II 1626-1650, prince d'Orange & stathouder de Hollande, Zélande, etc,1647                       | Guillaume II 1626-1650, prince d'Orange & stathouder de Hollande, Zélande, etc,1647                       | Guillaume II 1626-1650, prince d'Orange & stathouder de Hollande, Zélande, etc,1647                       | Guillaume II 1626-1650, prince d'Orange & stathouder de Hollande, Zélande, etc,1647                       | | | Marie, princesse royale                                                                                           | Marie, princesse royale                                                                                           | Marie, princesse royale                                                                                           | Marie, princesse royale                                                                                           | Marie, princesse royale                                                                 | Marie, princesse royale                                                                 | Jacques II            | Jacques II            | Jacques II | Jacques II | Jacques II | Jacques II | | | Albertine-Agnès                    | Albertine-Agnès                    | Albertine-Agnès                                                            | Albertine-Agnès                                                            | Albertine-Agnès                                                            | Albertine-Agnès                                                            |                                                                            |                                                                            |                                                                                                |                                                                                                |                                                                                                |                                                                                                |                                                                                                |                                                                                                |                                                                                              |                                                                                              | Guillaume-Frédéric,1613-1664 comte plus tard prince de Nassau-Dietz, stathouder de Frise, Groningue et Drenthe | Guillaume-Frédéric,1613-1664 comte plus tard prince de Nassau-Dietz, stathouder de Frise, Groningue et Drenthe | Guillaume-Frédéric,1613-1664 comte plus tard prince de Nassau-Dietz, stathouder de Frise, Groningue et Drenthe | Guillaume-Frédéric,1613-1664 comte plus tard prince de Nassau-Dietz, stathouder de Frise, Groningue et Drenthe | Guillaume-Frédéric,1613-1664 comte plus tard prince de Nassau-Dietz, stathouder de Frise, Groningue et Drenthe | Guillaume-Frédéric,1613-1664 comte plus tard prince de Nassau-Dietz, stathouder de Frise, Groningue et Drenthe | | | | |  |  | Henry Casimir I comte de Nassau-Dietz,1612–1640, stathouder de Frise, Groningue et Drenthe | Henry Casimir I comte de Nassau-Dietz,1612–1640, stathouder de Frise, Groningue et Drenthe | Henry Casimir I comte de Nassau-Dietz,1612–1640, stathouder de Frise, Groningue et Drenthe | Henry Casimir I comte de Nassau-Dietz,1612–1640, stathouder de Frise, Groningue et Drenthe | Henry Casimir I comte de Nassau-Dietz,1612–1640, stathouder de Frise, Groningue et Drenthe | Henry Casimir I comte de Nassau-Dietz,1612–1640, stathouder de Frise, Groningue et Drenthe |  |  | Jean Maurice « le Brésilien », prince de Nassau-Siegen,1604–1679, gouverneur du Brésil néerlandais, feld-maréchal de l'Armée néerlandaise | Jean Maurice « le Brésilien », prince de Nassau-Siegen,1604–1679, gouverneur du Brésil néerlandais, feld-maréchal de l'Armée néerlandaise | Jean Maurice « le Brésilien », prince de Nassau-Siegen,1604–1679, gouverneur du Brésil néerlandais, feld-maréchal de l'Armée néerlandaise | Jean Maurice « le Brésilien », prince de Nassau-Siegen,1604–1679, gouverneur du Brésil néerlandais, feld-maréchal de l'Armée néerlandaise | Jean Maurice « le Brésilien », prince de Nassau-Siegen,1604–1679, gouverneur du Brésil néerlandais, feld-maréchal de l'Armée néerlandaise | Jean Maurice « le Brésilien », prince de Nassau-Siegen,1604–1679, gouverneur du Brésil néerlandais, feld-maréchal de l'Armée néerlandaise |  |  |  |  |  |  |  |  |  |  |  |  |  |  |  |  |  |  |  |  |  |  |  |  |  |  |  |  |  |  |  |  |  |  |  |  |  |  |  |  |  |  |  |  |  |  |  |  |
|                                                                      |                                                                      | | | | | | | | | | | | |                                                                                         |                                                                                         |                       |                       | | | | | | |                                    |                                    |                                                                            |                                                                            |                                                                            |                                                                            |                                                                            |                                                                            |                                                                                                |                                                                                                |                                                                                                |                                                                                                |                                                                                                |                                                                                                |                                                                                              |                                                                                              | | | | | | | | | | |  |  |                                                                                            |                                                                                            |                                                                                            |                                                                                            |                                                                                            |                                                                                            |  |  | | | | | | |  |  |  |  |  |  |  |  |  |  |  |  |  |  |  |  |  |  |  |  |  |  |  |  |  |  |  |  |  |  |  |  |  |  |  |  |  |  |  |  |  |  |  |  |  |  |  |  |
|                                                                      |                                                                      | | | | | | | Guillaume III 1650-1702, prince d'Orange 1650, stathouder de Hollande, Zélande, etc, 1672, roi d'Angleterre, 1689 | Guillaume III 1650-1702, prince d'Orange 1650, stathouder de Hollande, Zélande, etc, 1672, roi d'Angleterre, 1689 | Guillaume III 1650-1702, prince d'Orange 1650, stathouder de Hollande, Zélande, etc, 1672, roi d'Angleterre, 1689 | Guillaume III 1650-1702, prince d'Orange 1650, stathouder de Hollande, Zélande, etc, 1672, roi d'Angleterre, 1689 | Guillaume III 1650-1702, prince d'Orange 1650, stathouder de Hollande, Zélande, etc, 1672, roi d'Angleterre, 1689 | Guillaume III 1650-1702, prince d'Orange 1650, stathouder de Hollande, Zélande, etc, 1672, roi d'Angleterre, 1689 |                                                                                         |                                                                                         | Marie II d'Angleterre | Marie II d'Angleterre | Marie II d'Angleterre                                                                                            | Marie II d'Angleterre                                                                                            | Marie II d'Angleterre                                                                                            | Marie II d'Angleterre                                                                                            | | |                                    |                                    |                                                                            |                                                                            |                                                                            |                                                                            |                                                                            |                                                                            | Henri-Casimir II, prince de Nassau-Dietz, 1657-1696, stathouder de Frise, Groningue et Drenthe | Henri-Casimir II, prince de Nassau-Dietz, 1657-1696, stathouder de Frise, Groningue et Drenthe | Henri-Casimir II, prince de Nassau-Dietz, 1657-1696, stathouder de Frise, Groningue et Drenthe | Henri-Casimir II, prince de Nassau-Dietz, 1657-1696, stathouder de Frise, Groningue et Drenthe | Henri-Casimir II, prince de Nassau-Dietz, 1657-1696, stathouder de Frise, Groningue et Drenthe | Henri-Casimir II, prince de Nassau-Dietz, 1657-1696, stathouder de Frise, Groningue et Drenthe |                                                                                              |                                                                                              | | | | | | | | | | |  |  |                                                                                            |                                                                                            |                                                                                            |                                                                                            |                                                                                            |                                                                                            |  |  | | | | | | |  |  |  |  |  |  |  |  |  |  |  |  |  |  |  |  |  |  |  |  |  |  |  |  |  |  |  |  |  |  |  |  |  |  |  |  |  |  |  |  |  |  |  |  |  |  |  |  |
|                                                                      |                                                                      | | | | | | | Guillaume III 1650-1702, prince d'Orange 1650, stathouder de Hollande, Zélande, etc, 1672, roi d'Angleterre, 1689 | Guillaume III 1650-1702, prince d'Orange 1650, stathouder de Hollande, Zélande, etc, 1672, roi d'Angleterre, 1689 | Guillaume III 1650-1702, prince d'Orange 1650, stathouder de Hollande, Zélande, etc, 1672, roi d'Angleterre, 1689 | Guillaume III 1650-1702, prince d'Orange 1650, stathouder de Hollande, Zélande, etc, 1672, roi d'Angleterre, 1689 | Guillaume III 1650-1702, prince d'Orange 1650, stathouder de Hollande, Zélande, etc, 1672, roi d'Angleterre, 1689 | Guillaume III 1650-1702, prince d'Orange 1650, stathouder de Hollande, Zélande, etc, 1672, roi d'Angleterre, 1689 |                                                                                         |                                                                                         | Marie II d'Angleterre | Marie II d'Angleterre | Marie II d'Angleterre                                                                                            | Marie II d'Angleterre                                                                                            | Marie II d'Angleterre                                                                                            | Marie II d'Angleterre                                                                                            | | |                                    |                                    |                                                                            |                                                                            |                                                                            |                                                                            |                                                                            |                                                                            | Henri-Casimir II, prince de Nassau-Dietz, 1657-1696, stathouder de Frise, Groningue et Drenthe | Henri-Casimir II, prince de Nassau-Dietz, 1657-1696, stathouder de Frise, Groningue et Drenthe | Henri-Casimir II, prince de Nassau-Dietz, 1657-1696, stathouder de Frise, Groningue et Drenthe | Henri-Casimir II, prince de Nassau-Dietz, 1657-1696, stathouder de Frise, Groningue et Drenthe | Henri-Casimir II, prince de Nassau-Dietz, 1657-1696, stathouder de Frise, Groningue et Drenthe | Henri-Casimir II, prince de Nassau-Dietz, 1657-1696, stathouder de Frise, Groningue et Drenthe |                                                                                              |                                                                                              | | | | | | | | | | |  |  |                                                                                            |                                                                                            |                                                                                            |                                                                                            |                                                                                            |                                                                                            |  |  | | | | | | |  |  |  |  |  |  |  |  |  |  |  |  |  |  |  |  |  |  |  |  |  |  |  |  |  |  |  |  |  |  |  |  |  |  |  |  |  |  |  |  |  |  |  |  |  |  |  |  |
|                                                                      |                                                                      | | | | | | | | | | | | |                                                                                         |                                                                                         |                       |                       | | | | | | |                                    |                                    |                                                                            |                                                                            |                                                                            |                                                                            |                                                                            |                                                                            |                                                                                                |                                                                                                |                                                                                                |                                                                                                |                                                                                                |                                                                                                |                                                                                              |                                                                                              | | | | | | | | | | |  |  |                                                                                            |                                                                                            |                                                                                            |                                                                                            |                                                                                            |                                                                                            |  |  | | | | | | |  |  |  |  |  |  |  |  |  |  |  |  |  |  |  |  |  |  |  |  |  |  |  |  |  |  |  |  |  |  |  |  |  |  |  |  |  |  |  |  |  |  |  |  |  |  |  |  |
|                                                                      |                                                                      | | | | | | | | | | | | |                                                                                         |                                                                                         |                       |                       | | | | | | |                                    |                                    |                                                                            |                                                                            |                                                                            |                                                                            |                                                                            |                                                                            |                                                                                                |                                                                                                | Jean Guillaume Friso 1687-1711, prince d'Orange, 1702, stathouder de Frise 1696                |                                                                                                |                                                                                                |                                                                                                |                                                                                              |                                                                                              | | | | | | | | | | |  |  |                                                                                            |                                                                                            |                                                                                            |                                                                                            |                                                                                            |                                                                                            |  |  | | | | | | |  |  |  |  |  |  |  |  |  |  |  |  |  |  |  |  |  |  |  |  |  |  |  |  |  |  |  |  |  |  |  |  |  |  |  |  |  |  |  |  |  |  |  |  |  |  |  |  |
|                                                                      |                                                                      | | | | | | | | | | | | |                                                                                         |                                                                                         |                       |                       | | | | | | |                                    |                                    |                                                                            |                                                                            |                                                                            |                                                                            |                                                                            |                                                                            |                                                                                                |                                                                                                |                                                                                                |                                                                                                |                                                                                                |                                                                                                |                                                                                              |                                                                                              | | | | | | | | | | |  |  |                                                                                            |                                                                                            |                                                                                            |                                                                                            |                                                                                            |                                                                                            |  |  | | | | | | |  |  |  |  |  |  |  |  |  |  |  |  |  |  |  |  |  |  |  |  |  |  |  |  |  |  |  |  |  |  |  |  |  |  |  |  |  |  |  |  |  |  |  |  |  |  |  |  |
|                                                                      |                                                                      | | | | | | | | | | | | |                                                                                         |                                                                                         |                       |                       | | | | | | |                                    |                                    |                                                                            |                                                                            | Anne, princesse royale d'Angleterre                                        | Anne, princesse royale d'Angleterre                                        | Anne, princesse royale d'Angleterre                                        | Anne, princesse royale d'Angleterre                                        | Anne, princesse royale d'Angleterre                                                            | Anne, princesse royale d'Angleterre                                                            |                                                                                                |                                                                                                | Guillaume IV 1711–1751, prince d'Orange, stathouder de Hollande, Zélande, etc. 1747            | Guillaume IV 1711–1751, prince d'Orange, stathouder de Hollande, Zélande, etc. 1747            | Guillaume IV 1711–1751, prince d'Orange, stathouder de Hollande, Zélande, etc. 1747          | Guillaume IV 1711–1751, prince d'Orange, stathouder de Hollande, Zélande, etc. 1747          | Guillaume IV 1711–1751, prince d'Orange, stathouder de Hollande, Zélande, etc. 1747                            | Guillaume IV 1711–1751, prince d'Orange, stathouder de Hollande, Zélande, etc. 1747                            | | | | | | | | |  |  |                                                                                            |                                                                                            |                                                                                            |                                                                                            |                                                                                            |                                                                                            |  |  | | | | | | |  |  |  |  |  |  |  |  |  |  |  |  |  |  |  |  |  |  |  |  |  |  |  |  |  |  |  |  |  |  |  |  |  |  |  |  |  |  |  |  |  |  |  |  |  |  |  |  |
|                                                                      |                                                                      | | | | | | | | | | | | |                                                                                         |                                                                                         |                       |                       | | | | | | |                                    |                                    |                                                                            |                                                                            | Anne, princesse royale d'Angleterre                                        | Anne, princesse royale d'Angleterre                                        | Anne, princesse royale d'Angleterre                                        | Anne, princesse royale d'Angleterre                                        | Anne, princesse royale d'Angleterre                                                            | Anne, princesse royale d'Angleterre                                                            |                                                                                                |                                                                                                | Guillaume IV 1711–1751, prince d'Orange, stathouder de Hollande, Zélande, etc. 1747            | Guillaume IV 1711–1751, prince d'Orange, stathouder de Hollande, Zélande, etc. 1747            | Guillaume IV 1711–1751, prince d'Orange, stathouder de Hollande, Zélande, etc. 1747          | Guillaume IV 1711–1751, prince d'Orange, stathouder de Hollande, Zélande, etc. 1747          | Guillaume IV 1711–1751, prince d'Orange, stathouder de Hollande, Zélande, etc. 1747                            | Guillaume IV 1711–1751, prince d'Orange, stathouder de Hollande, Zélande, etc. 1747                            | | | | | | | | |  |  |                                                                                            |                                                                                            |                                                                                            |                                                                                            |                                                                                            |                                                                                            |  |  | | | | | | |  |  |  |  |  |  |  |  |  |  |  |  |  |  |  |  |  |  |  |  |  |  |  |  |  |  |  |  |  |  |  |  |  |  |  |  |  |  |  |  |  |  |  |  |  |  |  |  |
|                                                                      |                                                                      | | | | | | | | | | | | |                                                                                         |                                                                                         |                       |                       | | | | | | |                                    |                                    |                                                                            |                                                                            |                                                                            |                                                                            |                                                                            |                                                                            |                                                                                                |                                                                                                |                                                                                                |                                                                                                |                                                                                                |                                                                                                |                                                                                              |                                                                                              | | | | | | | | | | |  |  |                                                                                            |                                                                                            |                                                                                            |                                                                                            |                                                                                            |                                                                                            |  |  | | | | | | |  |  |  |  |  |  |  |  |  |  |  |  |  |  |  |  |  |  |  |  |  |  |  |  |  |  |  |  |  |  |  |  |  |  |  |  |  |  |  |  |  |  |  |  |  |  |  |  |
|                                                                      |                                                                      | | | | | | | | | | | | |                                                                                         |                                                                                         |                       |                       | | | | | | |                                    |                                    |                                                                            |                                                                            | Wilhelmine de Prusse                                                       | Wilhelmine de Prusse                                                       | Wilhelmine de Prusse                                                       | Wilhelmine de Prusse                                                       | Wilhelmine de Prusse                                                                           | Wilhelmine de Prusse                                                                           |                                                                                                |                                                                                                | Guillaume V 1748–1806, prince d'Orange, 1751 stathouder de Hollande, Zélande, etc. 1751-1795   | Guillaume V 1748–1806, prince d'Orange, 1751 stathouder de Hollande, Zélande, etc. 1751-1795   | Guillaume V 1748–1806, prince d'Orange, 1751 stathouder de Hollande, Zélande, etc. 1751-1795 | Guillaume V 1748–1806, prince d'Orange, 1751 stathouder de Hollande, Zélande, etc. 1751-1795 | Guillaume V 1748–1806, prince d'Orange, 1751 stathouder de Hollande, Zélande, etc. 1751-1795                   | Guillaume V 1748–1806, prince d'Orange, 1751 stathouder de Hollande, Zélande, etc. 1751-1795                   | | | | | | | | |  |  |                                                                                            |                                                                                            |                                                                                            |                                                                                            |                                                                                            |                                                                                            |  |  | | | | | | |  |  |  |  |  |  |  |  |  |  |  |  |  |  |  |  |  |  |  |  |  |  |  |  |  |  |  |  |  |  |  |  |  |  |  |  |  |  |  |  |  |  |  |  |  |  |  |  |
|                                                                      |                                                                      | | | | | | | | | | | | |                                                                                         |                                                                                         |                       |                       | | | | | | |                                    |                                    |                                                                            |                                                                            | Wilhelmine de Prusse                                                       | Wilhelmine de Prusse                                                       | Wilhelmine de Prusse                                                       | Wilhelmine de Prusse                                                       | Wilhelmine de Prusse                                                                           | Wilhelmine de Prusse                                                                           |                                                                                                |                                                                                                | Guillaume V 1748–1806, prince d'Orange, 1751 stathouder de Hollande, Zélande, etc. 1751-1795   | Guillaume V 1748–1806, prince d'Orange, 1751 stathouder de Hollande, Zélande, etc. 1751-1795   | Guillaume V 1748–1806, prince d'Orange, 1751 stathouder de Hollande, Zélande, etc. 1751-1795 | Guillaume V 1748–1806, prince d'Orange, 1751 stathouder de Hollande, Zélande, etc. 1751-1795 | Guillaume V 1748–1806, prince d'Orange, 1751 stathouder de Hollande, Zélande, etc. 1751-1795                   | Guillaume V 1748–1806, prince d'Orange, 1751 stathouder de Hollande, Zélande, etc. 1751-1795                   | | | | | | | | |  |  |                                                                                            |                                                                                            |                                                                                            |                                                                                            |                                                                                            |                                                                                            |  |  | | | | | | |  |  |  |  |  |  |  |  |  |  |  |  |  |  |  |  |  |  |  |  |  |  |  |  |  |  |  |  |  |  |  |  |  |  |  |  |  |  |  |  |  |  |  |  |  |  |  |  |
|                                                                      |                                                                      | | | | | | | | | | | | |                                                                                         |                                                                                         |                       |                       | | | | | | |                                    |                                    |                                                                            |                                                                            |                                                                            |                                                                            |                                                                            |                                                                            |                                                                                                |                                                                                                |                                                                                                |                                                                                                |                                                                                                |                                                                                                |                                                                                              |                                                                                              | | | | | | | | | | |  |  |                                                                                            |                                                                                            |                                                                                            |                                                                                            |                                                                                            |                                                                                            |  |  | | | | | | |  |  |  |  |  |  |  |  |  |  |  |  |  |  |  |  |  |  |  |  |  |  |  |  |  |  |  |  |  |  |  |  |  |  |  |  |  |  |  |  |  |  |  |  |  |  |  |  |
|                                                                      |                                                                      | | | | | | | | | | | | |                                                                                         |                                                                                         |                       |                       | | | | | | |                                    |                                    |                                                                            |                                                                            |                                                                            |                                                                            |                                                                            |                                                                            | Guillaume Ier roi des Pays-Bas, 1815                                                           |                                                                                                |                                                                                                |                                                                                                |                                                                                                |                                                                                                |                                                                                              |                                                                                              | | | | | | | | | | |  |  |                                                                                            |                                                                                            |                                                                                            |                                                                                            |                                                                                            |                                                                                            |  |  | | | | | | |  |  |  |  |  |  |  |  |  |  |  |  |  |  |  |  |  |  |  |  |  |  |  |  |  |  |  |  |  |  |  |  |  |  |  |  |  |  |  |  |  |  |  |  |  |  |  |  |

## Armoiries succinctes et histoire des armoiries
Pour les armoiries complètes de la maison d'Orange-Nassau, voir Armorial de la maison de Nassau, section lignée ottonienne.
La galerie ci-dessous montre les armoiries utilisées par les membres de la maison d'Orange-Nassau. Leur complexité croissante et l'utilisation de couronnes montre comment les armes sont utilisées pour refléter la position politique croissante et les aspirations de la famille royale.
Les lointains cousins de la lignée Walramian ajoutèrent une couronne rouge pour se distinguer de la lignée ottonienne. Le fait que ces armes ont été très similaires à celles des comtes de Bourgogne (Franche-Comté) ne semble pas causer trop de confusion.

Armes de la lignée ottonienne de la maison de Nassau[1].
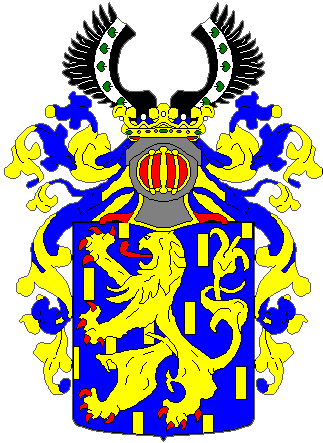
Grandes armes de la lignée ottonienne de la maison de Nassau (depuis le XIIIe siècle)[1].

Henri III de Nassau-Breda est venu aux Pays-Bas en 1499 comme héritier de son oncle, Engelbert de Nassau-Breda. Ses armes et celles de son oncle sont montrées ci-dessous. Quand Philibert, prince d'Orange est mort en 1530, le fils de sa sœur René de Nassau-Breda a hérité de la principauté d'Orange à la condition qu'il utilise le nom et les armoiries de la famille de Châlon. L'Histoire le connaît comme René de Châlon plutôt que comme René de Nassau-Breda. Les 1er et 4e quartiers montrent les armes de Châlons-Arlay (de gueules à la bande d'or) et des princes d'Orange (d'or, au cor d'azur, lié, enguiché et virolé de gueules). La croix bleu et or constitue les armes de Jeanne de Genève, qui a épousé l'un des princes de Châlons. Les 2e et 3e quartiers montrent les armes de Bretagne et de Luxembourg-Saint-Pol. L'écusson sur-le-tout montre les armes paternelles, écartelé de Nassau et de Breda.
Le père de Guillaume le Taciturne, Guillaume le Riche, était riche seulement chez les enfants[pas clair]. Il portait les armes suivantes : écartelé, au premier de Nassau, au deuxième de Katzenelnbogen, au troisième de Vianden, au quatrième de Dietz.

Armes d'Engelbrecht II et d'Henri III de Nassau-Breda[1].
Armes des comtes de Nassau-Dietz, l'une des lignées de cadets[1].
Armes de Philibert de Châlons, dernier prince d'Orange de la maison de Châlons
Armes de René de Nassau-Bréda, dit de Châlons, neveu et héritier de Philibert[1].
Armes de Guillaume le Riche, comte de Nassau-Dillenburg[1].

Aux XVIe et XVIIe siècles, les princes d'Orange utilisèrent les ensembles d'armes suivants. En devenant prince d'Orange, Guillaume plaça les armes de Châlon-Arlay au centre (sur-le-tout) des armes de son père. Il utilisa ces armes jusqu'en 1582, quand il acheta le marquisat de Veere et Flessingue. Il avait été la propriété de Philippe II, depuis 1567, mais était tombé dans les arriérés à la province. En 1580, la cour de Hollande lui proposé à la vendre. Guillaume l'acheta, car il avait donné deux voix de plus dans les États de Zélande. Il appartint au gouvernement des deux villes, et ne pouvait donc désigner leurs magistrats. Il en avait déjà une en tant que premier noble pour Philippe Guillaume, qui avait hérité de Maartensdijk. Ce qui fit de Guillaume le membre dominant des États de Zélande. C'était une version plus petite du comté de Zeeland (et Pays-Bas), promise à William, et qui fut une puissante base politique pour ses descendants[pas clair]. William ensuite ajouta le bouclier de Veere et Buren à ses armes, comme indiqué dans les armes de Frédéric-Henri, Guillaume II et Guillaume III, avec les armes du marquisat en haut au centre, et les armes du comté de Buren en bas au centre. Guillaume commença également la tradition de garder le nombre de billettes dans le quart supérieur gauche (de Nassau) à 17, pour symboliser les 17 provinces des Pays-Bas bourguignons des Habsbourg, qu'il voulut toujours réunir en une seule nation.

Armes de Guillaume le Taciturne, prince d'Orange de 1544 à 1582, et de son fils aîné Philippe-Guillaume[1]
Armes de Maurice de Nassau, prince d'Orange indiquant le comté de Moers (sur-le-tout des quartiers 1 et 4) et le armes de sa mère de Saxe (sur-le-tout au centre)[4],[5],[6]
Armes utilisées par les princes d'Orange Frédéric-Henri, Guillaume II et Guillaume III[1]
Armes alternative parfois utilisées par Frédéric-Henri, Guillaume II et Guillaume III, princes d'Orange, indiquant le comté de Moers en haut au centre plutôt que de Veere[7].
Armes de Guillaume III, roi d'Angleterre.

Les princes d'Orange ont également eu des armes personnelles avant qu'ils ne deviennent princes régnant. Maurice n'a jamais changé, comme il a rarement utilisé le titre de prince d'Orange. Certains autres sont :

Armes personnelles de Frédéric-Henri, avant de devenir prince d'Orange. Au centre se trouvent les armes de Coligny.
Armes personnelles de Guillaume II, avant de devenir prince d'Orange. Au centre se trouvent les armes du Comté de Buren.

Guillaume VI d'Orange retourna aux Pays-Bas en 1813. Quand il devint roi, il combina les anciennes armes des États-Généraux des Provinces-Unies avec les billettes des armes de Nassau et ajouta une couronne royale.

Armes des États-Généraux de Provinces-Unies.
Armes du Royaume-Uni et des rois des Pays-Bas de 1815 à 1907.
Grandes armes du Royaume et des rois des Pays-Bas 1815-1907.  Les armes ont également été souvent entourées par l'ordre militaire de Guillaume
Grandes armes depuis 1907.

En 1907, la reine Wilhelmina décréta que, désormais, ses descendants devraient porter le titre de prince (ou princesse) d'Orange-Nassau, et que le nom de la maison serait Orange-Nassau (en néerlandais Oranje-Nassau). Seulement ceux des membres de la maison royale néerlandaise faisant partie de la "famille royale" restreinte peuvent utiliser le titre de prince ou princesse des Pays-Bas. Wilhelmina remplaça la couronne fermée sur les armes par une couronne ouverte.
Les membres individuels de la maison d'Orange-Nassau ont également reçu leurs propres armes au monarque régnant, comme au Royaume-Uni. Ce sont généralement les armes royales : écartelé aux armes de la principauté d'Orange, et sur-le-tout aux armes paternelles. Pour Willem-Alexander, ancien prince d'Orange, devenu roi des Pays-Bas, c'est :

Armoiries du prince Willem-Alexander, prince d'Orange (1980-2013)